# John Millar
John Millar di Glasgow (Shotts, 22 giugno 1735 – 30 maggio 1801) è stato un economista, filosofo e storico scozzese.
Nato a Shotts, un paese del Lanarkshire Settentrionale in Scozia, Millar si trasferisce ben presto a Glasgow, dove studia fino a diventare uno dei più importanti allievi del fondatore dell'economia politica, Adam Smith. Nel 1761, all'età di 26 anni, è nominato professore ordinario di Diritto Civile a Glasgow, dove tiene illuminanti lezioni che in poco tempo gli fanno acquistare una fama nazionale.
Nella sua "L'origine della distinzione delle classi", pubblicato nel 1778, egli avanza l'ipotesi che tutti i rapporti sociali, anche le relazioni tra i sessi, sono determinati dal sistema economico. Tale prospettiva è diventato in seguito noto come determinismo economico.
Nove anni più tardi (1787) pubblica l'"Analisi storica del Governo Inglese", una delle più importanti ricerche di storia contemporanea in Inghilterra, la quale rappresenta tuttora una pietra miliare nello sviluppo della storiografia. Nel suo lavoro Millar, comparando le opere di altri storici, sottolinea le conseguenze sociali ed economiche derivanti dagli sviluppi politici ed istituzionali.